# Fosfit
| Strukturformel, fosfit | Molekylmodell, fosfit |
| Fosfitjon (HPO32– )    |                       |

Fosfiter är salter och estrar av fosforsyrlighet (H3PO3). Fosfitjonen består av en fosforatom omgiven av tre syreatomer och en väteatom som bildar en  tetraeder. Fosforatomen befinner sig i oxidationstillstånd +3 och hela jonen har laddningen -2.
Fosfit är korresponderande bas till fosforsyrlighet.

## Resonans
Fosfitjonen stabiliseras genom resonans där de två överskottselektronerna delas mellan de tre syreatomerna.

## Varianter

### Vätefosfit
Delvis dissocierad fosforsyrlighet bildar vätefosfit-joner (H2PO3–). Kallas även för bifosfit eller sur fosfit.

### Pyrofosfit
Genom att värma fosfit under lågt tryck kan man framställa pyrofosfit-joner (H2P2O52–).

## Salter
Fosfitsalter som kaliumvätefosfit (KH2PO3) och natriumfosfit (Na2HPO3) är lättlösliga i vatten.

## Estrar
Fosfitestrar är organiska föreningar med tre kolvätekedjor bundna till fosfitens tre syreatomer. De brukar vanligen framställas genom att reagera alkohol med fosfortriklorid (PCl3) i stället för fosforsyrlighet.
{\displaystyle {\rm {3\ {\mathit {R}}OH+PCl_{3}\rightarrow P(O{\mathit {R}})_{3}+3\ HCl}}}

### Ämnen
- Fosforsyrlighet - H3PO3

### Grupper
- Fosfin - PR3
- Fosfinoxid - OPR3
- Fosfinit - P(OR)R2
- Fosfonit - P(OR)2R
- Fosfinat - OP(OR)R2
- Fosfonat - OP(OR)2R
- Fosfat - OP(OR)3
- Fosforan - R3PR2